# Autoridad Central
Una Autoridad Central es una agencia u organización que está designada para desempeñar un papel facilitador clave en la implementación y operación de un tratado internacional en Derecho internacional público y derecho internacional privado.
Antes de la Convención de La Haya y de la Convención de La Haya de 1965 y 1970, la mayoría de los tratados designarían dos agencias separadas para transmitir y recibir, respectivamente, peticiones y solicitudes de tratados con sus agencias correspondientes en el extranjero. estados Los Convenios del '65 y '70 consolidaron estos roles en una única  Autoridad Central . Los convenios futuros, como el Convenio de La Haya de Secuestro también exigían que la Autoridad Central de cada país maneje comunicaciones bidireccionales con los tribunales nacionales. , agencias administrativas y autoridades centrales extranjeras. La Convención de Secuestras no solo estableció Autoridades Centrales que facilitaron las comunicaciones bidireccionales, sino que también proporcionó una lista completa de obligaciones adicionales para estas nuevas autoridades con un lenguaje que requiere que las Autoridades Centrales tomen "todas las medidas" para asegurar los objetivos del tratado y cooperar con otras autoridades centrales para hacer lo mismo. Todas estas nuevas obligaciones enfatizaron la necesidad de cooperación internacional entre los estados parte para lograr los objetivos de la Convención.
En el derecho penal transnacional, las Autoridades centrales actúan como nodos internacionales de coordinación para recibir y actuar sobre la asistencia legal mutua y las solicitudes de extradición de otros países. Muchos tratados de la ONU, como la Convención de la ONU contra la corrupción (UNCAC) y la Convención de la ONU contra la delincuencia organizada transnacional (UNTOC), piden expresamente a los Estados miembros que designen Autoridades Centrales en su gobierno solo para este propósito. Sin embargo, la falta de Autoridades Centrales en los países en desarrollo puede plantear desafíos, ya que, donde falta esa arquitectura institucional, los estados generalmente no podrán ofrecer asistencia y, por lo tanto, no podrán abordar muchas de las amenazas que plantean los grupos delictivos transnacionales y las organizaciones terroristas.